# Salamas
Koordinaten: 38° 12′ N, 44° 46′ O
Salamas (auch Salmas; persisch سلماس, DMG Salmās) ist eine Ebene und Region in West-Aserbaidschan/Iran nördlich von Urmia am Nordufer des Urmia-Sees, benannt nach der 1828 verlassenen gleichnamigen Armeniersiedlung, deren Reste später den Namen Kohnaschahr (alias Haftvan) erhielten. Hauptort des Gebietes war das muslimische Dilman, eine Mongolengründung, 1920 durch ein Erdbeben zerstört und in gleicher Funktion durch das 1 km entfernte Schapur ersetzt.

## Kirchengeschichte
Das Johannes-Kloster beim Ort Salamas war im 16. und 17. Jh. Sitz mehrerer Katholikoi-Patriarchen der ostsyrischen „Kirche des Ostens“ der jüngeren, damals noch katholischen Sulaqa-Linie („Patriarchat der Berge“).
Der Metropolit von Salamas führte seit dem 17. Jh. den Amtsnamen Išo'yahb. Er residierte im 3 km östlich des Ortes gelegenen Dorf Khosrova (alias Khosroabad). Die Diözese gehörte seit längerem zur Chaldäisch-katholischen Kirche. Zum Koadjutor mit dem Recht der Nachfolge des greisen Erzbischofs Melchisedek Mar Išo'yahb († 23. August 1859) wurde 1838 der in Khosrova geborene spätere „Patriarch von Babylon der Chaldäer“ Nikolaus Zaya bestellt, der nach dem Amtsverzicht 1846 in sein Heimatdorf zurückkehrte und dort mit Giwargis Augustinus Barshina (* 1814; † 23. Juni 1890), dem amtierenden Koadjutor und ab 1848 Nachfolger des Melchisedek, rivalisierte.
1844 ließen sich in Khosrova französische Lazaristen-Missionare (Vinzentiner) nieder, da ihnen Urmia einstweilen versperrt blieb. Mit ihnen wurde Khosrova zum Zentrum des Katholizismus in Iran („La petite Rome de Perse“). Sie errichteten eine Kirche, ein Krankenhaus, ein Knabenseminar und Priesterseminar. Aus diesen gingen zahlreiche einheimische Priester beider Riten, des lateinischen wie des ostsyrischen, hervor, darunter der gelehrte Paul Bedjan († 9. Juni 1920 in Köln), der den ihm wiederholt angebotenen Bischofsstuhl von Salamas zugunsten seiner Tätigkeit als Herausgeber syrischer Schriften ablehnte. Allerdings erwarb er 1896 käuflich die Feudalrechte über das Dorf und wurde damit zum weltlichen Herrn von Khosrova. In Gefolge der daraus erwachsenen Schwierigkeiten trat der 1894 bestellte Bischof Isaak Yahballaha Khudabakhash von Salamas (1930-†1940 Erzbischof von Urmia und Salamas) am 12. Oktober 1908 entnervt von seinem Amt zurück. In die lokalen Auseinandersetzungen griff auch der Priester der 1890 errichteten chaldäischen Erzdiözese Urmia und spätere Muslim David Benjamin Keldani ein, der am 1. Januar 1900 in der hiesigen Armenier-Kirche seine „Jahrhundertrede“ hielt. In ihr forderte er die Christen der verschiedenen in der Region tätigen Ostkirchen auf, der eigenen Kraft zu vertrauen und nicht auf die Hilfe der ausländischen Missionare zu bauen.

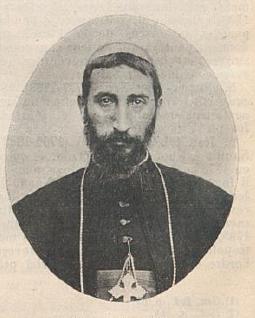
Pierre Aziz, chaldäisch-katholischer Bischof von Salamas

1918 wurde Salamas Schauplatz der blutigen Ereignisse um Mar Shimun XXI., den Katholikos-Patriarchen der autokephalen „Kirche des Ostens“ („Nestorianer“). Er wurde am (3.) 16. März 1918 in Kohnashahr getötet und auf dem Armenier-Friedhof von Khosrova beigesetzt. An den Feierlichkeiten beteiligte sich auch der amtierende Chaldäer-Bischof von Salamas, Butrus 'Azīz Ho (Pierre Aziz) (1910–1924; *1866, †1937). Vor den kriegerischen Ereignissen floh ein Teil der Chaldäer nach Tiflis.
Nach dem Ersten Weltkrieg wurde die Diözese Salamas faktisch mit dem Erzbistum Urmia des Patriarchats von Babylon vereinigt.

## Verkehr
Ein hier gelegener Bahnhof an der Bahnstrecke Van–Täbris, der einzigen Eisenbahnverbindung zwischen dem Iran und der Türkei, trägt den Namen Salamas.

## Söhne und Töchter
- Emmanuel Agassi (1930–2021), Boxer
- Paul Bedjan (1838–1920), römisch-katholischer Priester und Orientalist